# Pycreus atrobrunneus
Pycreus atrobrunneus är en halvgräsart som först beskrevs av John Gilbert Baker, och fick sitt nu gällande namn av Charles Baron Clarke. Pycreus atrobrunneus ingår i släktet Pycreus och familjen halvgräs.
Artens utbredningsområde är Madagaskar. Inga underarter finns listade i Catalogue of Life.